# Mario Cecchini
Mario Cecchini (* 25. Januar 1933 in Piticchio di Arcevia; † 13. Januar 2021 in Senigallia) war ein italienischer Geistlicher und römisch-katholischer Bischof von Fano-Fossombrone-Cagli-Pergola.

## Leben
Mario Cecchini empfing nach seiner theologischen Ausbildung im Seminar von Senigallia am 16. März 1958 die Priesterweihe. Er absolvierte zudem ein Liturgiestudium und graduierte 1964 in Pädagogik an der Freien Universität Urbino. 1976 schloss er ein Jurastudium ab.
Papst Johannes Paul II. ernannte ihn am 11. Februar 1986 zum Bischof von Fano, Fossombrone und Cagli e Pergola. Der Kardinalpräfekt der Kongregation für die Bischöfe und Präsident der Päpstlichen Kommission für Lateinamerika, Bernardin Gantin, spendete ihm am 16. März desselben Jahres die Bischofsweihe; Mitkonsekratoren waren Odo Fusi Pecci, Bischof von Senigallia, und Marcello Morgante, Bischof von Ascoli Piceno.
Nach Vereinigung der Bistümer Fossombrone, Fano und Cagli e Pergola wurde er am 30. September 1986 zum Bischof des neugegründeten Bistums Fano-Fossombrone-Cagli-Pergola. Von seinem Amt trat er am 8. September 1998 aus Altersgründen zurück. 
Mario Cecchini starb am 13. Januar 2021, knapp zwei Wochen vor seinem 88. Geburtstag, im Altenstift Opera Pia Mastai Ferretti in Senigallia auf Grund einer SARS-CoV-2-Infektion.